# Ezio Di Matteo
Ezio Di Matteo, detto Pancho, (Roma, 2 novembre 1948) è un ex tennista italiano.

## Carriera
Soprannominato Pancho per via di un sombrero regalatogli dopo una trasferta in Messico da Erminio Azzaro, e della somiglianza con Pancho Gonzales, Di Matteo vanta due presenze in Coppa Davis con la nazionale italiana. Nella prima, disputata nel 1968 contro il Principato di Monaco sulla terra rossa di Biella, giocò la prova di doppio insieme a Eugenio Castigliano vincendo in tre set contro la coppia formata da Alain Manigley e Francis Truchi. Nel 1971, quando l'Italia affrontò la Bulgaria sulla terra rossa di Perugia, Di Matteo giocò in singolare a risultato ormai acquisito a favore dell'Italia, concedendo soltanto sette giochi a Bozhidar Pampulov.
Nelle prove del Grande Slam partecipò a sei edizioni del Roland Garros e due di Wimbledon, superando però il primo turno soltanto in tre occasioni, per poi fermarsi sempre al secondo.
Il suo miglior risultato in singolare nel circuito maggiore lo ottenne nel 1971 al torneo di Senigallia, dove raggiunse i quarti di finale battendo l'ecuadoriano Eduardo Zuleta nei sedicesimi e l'italiano Franco Bartoni negli ottavi. Il suo cammino fu interrotto dal cecoslovacco František Pála che lo superò in tre set. Nello stesso torneo, Di Matteo raggiunse la finale in doppio insieme a Tonino Zugarelli, e fu sconfitto in tre set (6-7, 7-5, 6-3) dalla coppia formata dagli indonesiani Atet Wijono e Gondo Widjojo.
Agli Internazionali d'Italia, raggiunse in tre occasioni i sedicesimi di finale con tabelloni da 128 giocatori. Nel 1971, superò all'esordio in due set Allan Stone, mentre nel secondo turno la spuntò in tre partite su Marty Riessen. Nulla poté quando dall'altra parte della rete trovò il fuoriclasse Rod Laver, futuro vincitore del torneo, che si impose per 6-4, 6-1. Nel 1972, nonostante un sorteggio poco fortunato, riuscì a estromettere dal torneo Ion Țiriac dopo tre combattuti set. Nel turno successivo, dovette ricorrere al tie-break della partita finale per avere la meglio su Jean-Baptiste Chanfreau. A eliminarlo fu Jean-Loup Rouyer, contro il quale Di Matteo raccolse soltanto 1 game. L'anno successivo sconfisse al primo turno, in due set, Jaime Pinto-Bravo e al secondo, sempre in due partite, Brian Gottfried. A sbarrargli la strada fu stavolta Ilie Nastase, che gli concesse appena 3 giochi.
A livello nazionale, vinse i tornei di Roma-Canottieri 1970 (su Tonino Zugarelli, 6-2, 6-3, 6-2), Roma-Parioli (su Piero Toci, 3-6, 7-5, 6-1), Napoli (su Pietro Marzano, 2-6, 6-3, 7-5, 4-6, 7-5) e Roma-Fleming nel 1975 (su Vincenzo Franchitti, 7-6, 6-2, 6-1). 
Nel 1969, fu finalista in singolare ai Campionati italiani assoluti, sconfitto da Nicola Pietrangeli in tre set, 6-2, 6-3, 7-5, e vinse il titolo del doppio misto, in coppia con Roberta Beltrame. Nel 1975 si aggiudicò il torneo di doppio maschile in coppia con Enzo Vattuone.
Concluse la carriera nel 1982.